# علم الأوبئة الطبيعية
علم الأوبئة الطبيعية في المناظر الطبيعية يستمد بعض جذوره من مجال علم البيئة الطبيعية. تمامًا كما يهتم تخصص علم البيئة الطبيعية بتحليل كل من النمط والعملية في النظم البيئية عبر الزمان والمكان، يمكن استخدام علم الأوبئة في المناظر الطبيعية لتحليل كل من أنماط المخاطر وعوامل الخطر البيئية. ينشأ هذا المجال من النظرية القائلة بأن معظم المتجهات والمضيفات ومسببات الأمراض ترتبط عادة بالمناظر الطبيعية حيث تتحكم المحددات البيئية في توزيعها ووفرتها. في عام 1966، قدم يفجيني بافلوفسكي مفهوم الحياد الطبيعي أو البؤر، والذي تم تحديده من خلال فكرة أن بؤر المرض الميكروسكلي يحددها النظام البيئي بأكمله. مع التوافر الأخير لتقنيات الحوسبة الجديدة مثل أنظمة المعلومات الجغرافية والاستشعار عن بعد والأساليب الإحصائية بما في ذلك الإحصاءات المكانية ونظريات إيكولوجيا المناظر الطبيعية، تم تطبيق مفهوم علم الأوبئة الطبيعية تحليليًا على مجموعة متنوعة من أنظمة الأمراض، بما في ذلك الملاريا،فيروس هانتا، ومرض لايم، ومرض شاغاس.